# Lewisville (Washington)
Pour les articles homonymes, voir Lewisville.
Lewisville  est une census-designated place américaine de l'État de Washington dans le comté de Clark. 
La population était de 1 722 habitants en 2010.